# Christian Bîmes
Christian Bîmes, né le 21 mars 1947 à Toulouse (Haute-Garonne), est un entrepreneur français.
Il a été président de la Fédération française de tennis (FFT) entre 1993 et 2009. Jean Gachassin lui a succédé à ce poste.

## Biographie
Christian Bîmes, ancien pharmacien, a gravi tous les échelons avant d'être nommé président de la FFT en 1993. Ancien joueur de tennis, il est le président-fondateur du Palais des sports de Toulouse de 1982 à 1997 et le créateur du Grand Prix de Tennis de Toulouse, qu’il dirige de 1982 à 1992. Il est également vice-président du Comité national olympique et sportif français entre 2001 et 2010.
Il a été condamné en 2009 pour prise illégale d'intérêts,, pour avoir cumulé des emplois salariés à la FFT et à TF1, maison-mère d'Eurosport qui retransmettait des matchs de tennis, et avoir continué à laisser son épouse travailler pour la FFT après leur mariage.